# 요크 상사 (영화)
《요크 상사》(Sergeant York)는 미국에서 제작된 하워드 혹스 감독의 1941년 액션, 드라마 영화이다. 게리 쿠퍼 등이 주연으로 출연하였고 하워드 혹스 등이 제작에 참여하였다. 개봉한 해에 가장 수익을 많이 올린 영화가 되었다.
이 영화는 앨빈 요크 상사의 생애에 기반을 두면서 톰 스케이힐(Tom Skeyhill)이 부분 편집하였다.

## 출연

### 주연
- 게리 쿠퍼

### 조연
- 월터 브레넌
- 조안 레슬리
- 조지 토비아스
- 스탠리 리지스
- 마가렛 위컬리

## 기타
- 원작자: 알빈 C. 요크
- 미술: 존 휴즈